# Cranogona delicata
Cranogona delicata är en mångfotingart som beskrevs av Jean-Paul Mauriès 1963. Cranogona delicata ingår i släktet Cranogona och familjen Anthogonidae. Inga underarter finns listade i Catalogue of Life.